# بخش پارسا
بخش پارسا (به لاتین: Parsa District) یک بخش در نپال است که در استان شماره ۲ واقع شده‌است. بخش پارسا ۱٬۳۵۳ کیلومتر مربع مساحت و ۶۰۱٬۰۱۷ نفر جمعیت دارد.